# 더 스탈린
더 스탈린 (ザ・スターリン, THE STALIN)은 일본의 펑크 록 밴드이다.

## 개요
보컬 엔도 미치로를 중심으로 79년에 결성된 밴드 자폐체(自閉体)가 바뀌어 80년에 결성된 밴드. 인디에서 싱글 「電動こけし/肉」를 내며 활동한 뒤 82년에 1집 『STOP JAP』을 토쿠마에서 발매하며 메이저 데뷔했다. 4집까지 내고 85년에 해산했지만 종종 재결성하여 활동했다.
밴드명은 이오시프 스탈린에서 따온 것으로 엔도는 "세계에서 가장 미움받는 남자의 이름은 금방 기억된다", "동유럽에 갈 생각이었다"등의 답을 했다. "스탈린은 밴드명이라기보단 내 활동을 뜻한다"고도 했다.
같은 시기에 데뷔한 자가타라, INU와 함께 일본의 펑크, 하드코어 펑크 씬에서 활동했다. 라몬스의 영향을 받은 8 비트 G.B.H. 사운드에 공격적인 하드코어 사운드를 가미하고 말장난과 비아냥을 섞은 가사가 특징이다. 라이브에선 자가타라의 공연에서 영향을 많이 받았다. 보컬 엔도가 비둘기 시체나 돼지 머리, 내장등을 객석에 던지고 폭죽과 불꽃 놀이도 던지곤 했으며 종종 알몸으로 무대에서 방뇨를 하는 등 과격한 퍼포먼스로 알려졌다. 도쿄의 공연장인 다락방「屋根裏」을 부수어 출입금지를 당하기도 했으며 한번은 고등학교 축제에서 알몸으로 게릴라 공연을 하다가 엔도가 체포된 적도 있다.
이런 스캔들로 알려져 81년 9월엔 주간지 여성자신『女性自身』에 소개되었고 이후 점차 알려지게 되었다. 더 스탈린은 다른 밴드들과 달리 미디어를 적극적으로 이용했으며 노출을 즐겼다. 그래서 일부 하드코어 펑크팬들은 미디어 노출이 잦고 지적인 펑크를 한다는 이유로 스탈린을 이단아처럼 취급하거나 싫어하는 일들도 있었다.
메이저 데뷔 후 오리콘 앨범 차트 상위에 진입하며 꽤 성공적인 활동을 했지만 멤버교체가 잦고 공연장에서 악명이 높아 공연활동을 적극적으로 하기도 어려워서 85년 2월 스튜디오 라이브를 마지막으로 해산했다. 이후 엔도는 솔로활동을 하다가 87년에 비디오만 내놓는 비디오 스탈린이라는 이름으로 다시 활동했다.
89년 더 스탈린을 재결성하려던 엔도는 기존 멤버들에게 연락했으나 닿지않자 새로운 멤버들로 재결성했으며 더를 빼고 그냥 스탈린으로 했다. 팬들이나 음반사는 이전과 같은 과격한 퍼포먼스를 바랬지만 그때에 비해 조용하게 활동했다. 화제성도 부족하고 이전만큼 활동하지 못한 이들은 93년에 해산한다. 이후 단발성 공연만 하고있다.

## 일화
- 엔도는 공연중엔 과격한 퍼포먼스를 보여주지만 인터뷰 등을 보면 실제론 차분하고 지적인 남자이며 냉정하게 자신과 주변을 관찰하는 사람이다.
- 타무(기타) : 58년 아사쿠사 출생. 본명은 타무라 카즈오(田村和男). 스탈린 가입 전 밴드 장티푸스「チフス」에서 활동했다. 가업이 신발가게라 구두장이로 일하기도 했다. 스탈린 탈퇴후엔 인디레이블 ADK레코드「ADKレコード」를 만들어 あぶらだこ、LSD、GAUZE、MASTURBATION、奇形児、 REACTION등의 음반을 제작했다. 자신도 밴드 「G-ZET」나 「ブラッドベリ」를 결성해 활동했다. 솔로앨범도 두장 발매. 이후 레이블 운영문제와 금전문제가 겹쳐 85년 이후 잠적하고 레이블도 사라졌다. 2011년 간질환이 악화되어 52세로 사망.
- 스기야마 신타로(杉山晋太郎), 베이스 : 60년 후쿠오카시 하카타구 출신. 무대에서야 다른 멤버들처럼 공격적인 외모로 연주했지만 평소에는 온순한 청년이었다. 가입전 경력이 전혀 없었고 스탈린 활동을 하며 베이스를 배워나갔다. 83년 엔도와 서로 얼굴보기가 짜증난다며 다툰 후 스탈린을 탈퇴. 이후 泥の川、吉野大作＆プロスティテュートや、赤色人形館、非常階段 등에서 활동했다. 솔로앨범 「Newton's Oblige」을 내고 함께했던 멤버와 결혼했으나 이후 이혼한다. 음악계에서 은퇴한 후 일본 알프스 근처 야쓰가타케산의 작은 산장관리인이 되었다. 95년 스탈린 해산 10주년 이벤트에 출연하자고 엔도가 권했지만 난 이제 없는 사람이다, 이렇게 살이 찐 그냥 산장 주인일 뿐이다라는 답으로 출연을 거절했다. 당시 알콜의존상태였던 것으로 보인다. 96년 4월 만취상태로 집앞에 쓰러져있는 것이 발견되었고 당일 사망했다.
- 82년 뮤직 뉴웨이브『ミュージック・ニューウェーブ』에 출연했고 83년에는 밤의 히트 스튜디오 『夜のヒットスタジオ』에 출연 의뢰가 있었는데 RC 석세션의 이마와노 키요시로가 카메라에 껌을 뱉어 문제가 된 이후 스탈린은 더 위험하다는 판단때문에 출연이 취소되었다[3]
- 82년 8월의 고베 공연때 고베 시민 소극장을 파괴하여 공연장 임대불허 조례가 생겼다는 말이 돌지만 이것은 사실무근이며 도시전설에 가깝다. 엔도나 밴드가 이런 악명이나 상황을 즐겼을 가능성이 높다.
- 1집 『STOP JAP』은 레코드 윤리심사회의 가사 검열때문에 첫 녹음의 전곡이 지적을 받아 가사 수정을 요구받았다. 그런데 보컬트랙없는 MR 버전 녹음을 하지 않은 탓에 전곡 재녹음을 해야해서 발매일이 1주일 변경되었다.[4]. 1집은 오리콘 48위로 시작해 3위까지 올라갔으며 12만장의 판매고를 올렸다. 이정도면 음반사 내부의 히트상에서 금상이어야 하는데 이츠키 히로시에게 금상이 돌아가는 바람에 항의차원에서 수상을 거부했다.

- 영화 폭렬도시 『爆裂都市 BURST CITY』에 배우로 참여한 적이 있는데 펑크 밴드 아나키의 보컬은 나카노 시게루(仲野茂)가 자신들이 왜 배우가 아니냐며 시비건 일이 있었다. 한동안 사이가 안좋았지만 영화를 함께 찍었던 이즈미야 시게루가 중재해주어 화해했다. 이후 서로 행사에도 참여해주는 등 교류는 이어졌다.

- 미국의 펑크 밴드 데드 케네디스의 보컬이 스탈린을 좋게 보아 펑크 컴필레이션 『Welcome to 1984』에 스탈린이 한곡 참여하게 되었다.
- 2001년 스탈린 헌정음반 『365:A TRIBUTE TO THE STALIN』이 제작되어 즈노케이사츠의 판타나 오쓰키 겐지, 이누카미 서커스(犬神サーカス団) 등이 참여했고 재결성공연이 열렸다. 벅틱이 참여하려다 불발되었다.

- 2003년 음반들이 리마스터되어 출시되었으며 카피밴드인 코케시돌 「コケシドール」도 만들어지는 등 재평가 움직임이 있었다.
- 2005년에는 싱글 「電動コケシ/肉」이 재발매되었는데 이건 일본에서 마지막으로 만들어진 소노시트 버전이었다.
- 엔도의 환갑을 맞아 2010년에 시부야에서 파티겸 공연이 있었고 다수의 밴드들이 참여했다.

## 같이 보기
- ALLERGY
- 石井聰亙
- 이토이 시게사토
- ガガガSP
- 근육소녀대
- THE BLUE HEARTS
- THE MAD CAPSULE MARKETS
- じゃがたら
- 즈노케이사츠
- 벅-틱
- 펑크 록
- 非常階段
- 히라사와 스스무
- 町田康
- 요시모토 다카아키

## 음반목록
- trash(1981年12月24日)
- STOP JAP(1982年7月1日)
- 虫(1983年4月25日)
- Fish Inn(1984年11月20日)
  - FOR NEVER(1985年5月25日)
- -1 (MINUS ONE)(1988年9月20日)
- STALIN(1989年10月25日)
- JOY(1989年2月25日)
- 殺菌バリケード(1990年9月25日)
  - 行方不明 〜LIVE TO BE STALIN〜(1991年12月21日)
- STREET VALUE(1991年7月21日)
- 奇跡の人(1992年11月21日)
  - 死んだものほど愛してやるさ(1995年12月1日)
  - 絶望大快楽 LIVE at 後楽園ホール'83(2005年12月5日)
- STOP JAP NAKED(2007年10月24日)
  - I was THE STALIN〜絶賛解散中〜完全版(2012年3月14日)